# Josef Löbel

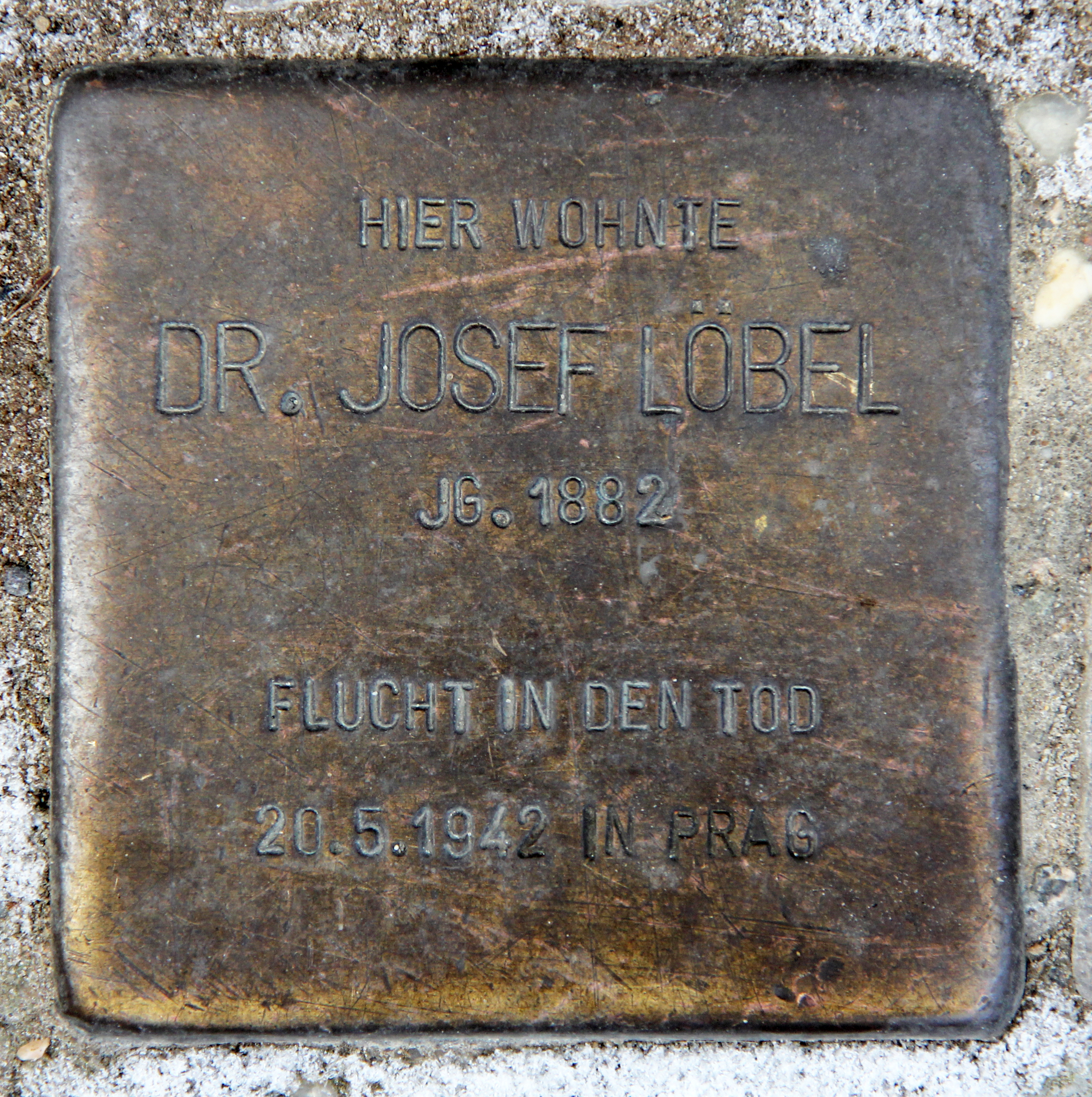
Stolperstein, Budapester Straße 11, Berlin-Tiergarten

Josef Löbel (* 22. April 1882 in Kronstadt, Königreich Ungarn; † 20. Mai 1942 in Prag) war ein deutschböhmischer Arzt und Schriftsteller.

## Leben und Wirken
Josef Löbel wurde in eine gebildete Bürgerfamilie geboren. Sein Vater war der Kaufmann Michael (Melach) Löbel (1831–1902), der aus Bukarest nach Kronstadt zugewandert war. Die Mutter war Adele, geb. Thal (1854–1937), deutschstämmig aus dem rumänischen Galatz. Sie heirateten am 17. Mai 1881 nach dem jüdischen Ritus in Kronstadt. Sie brachten es zu einigem Wohlstand. Josef besuchte das Honterusgymnasium in Kronstadt und erlangte am 22. Juni 1899 die Matura. Mit 17 Jahren zog er nach Wien, um an der dortigen Universität zu studieren (Studienjahre 1899 bis 1905). Die längste Zeit lebte er in der Kinderspitalgasse 5. Von 1901 bis 1903 bezog er ein Stipendium der Weinberg’schen Stiftung, welches von der Israelitische Kultusgemeinde Wien einmal jährlich vergeben wurde. Nach dem Tod des Vaters 1902 zog die Mutter mit der minderjährigen Tochter Carla 1910 nach Wien.
Josef Löbel promovierte am 8. April 1905 über die Karzinom-Problematik. In seinen späteren populären Veröffentlichungen bemühte sich Löbel, Mut zur rechtzeitigen Untersuchung und der damit möglichen frühen Diagnose zu machen. Im April 1909 heiratete er in Pressburg die 22-jährige Leontine Glücklich aus Wien. Kurz nach der Hochzeit heuerte er als Schiffsarzt auf einem Frachtschiff der Hamburg-Amerika-Linie an – es war damals üblich, dass die Schiffsärzte ihre Ehefrauen mitnehmen konnten. 1910 eröffnete er in Pressburg eine Praxis in der Ország út 19 (heute Radlinského ulica). Die Praxis war wenig erfolgreich. Im selben Jahr arbeitete er in den Sommermonaten erstmals in Franzensbad als Kurarzt. Das Ehepaar erwarb dann den Heimatschein der südmährischen Gemeinde Lundenburg. Das war später bedeutsam, da nach der Unabhängigkeit der Tschechoslowakei 1918 die beiden 1919 die tschechoslowakische Staatsangehörigkeit erhielten.
In Franzensbad ordinierte er in den Sommermonaten – zusammen mit 51 Badeärzten, die während der Saison etwa 100.000 Gäste zu versorgen hatten. Er wohnte im Berliner Hof, einem heute nahezu leerstehenden großen Kurhotel, das der Familie Grillmayer-Schuh gehörte. Über 28 Jahre lang war er als Badearzt in Franzensbad tätig – bis zu seiner Vertreibung 1938. In den Wintermonaten lebte er überwiegend in Berlin und Wien – auch um seiner schriftstellerischen Tätigkeit nachzugehen. Der erste Sohn Karl Gustav Löbel wurde am 17. Dezember 1911 in Berlin-Tiergarten geboren. Der zweite Sohn wurde im Januar 1914 in Wien (unter der Adresse der Tante Carla Löbel) geboren. Während des Ersten Weltkriegs versah Josef Löbel den ärztlichen Dienst in diversen Reservespitälern, z. B. in Wien und in Eger.
In Berlin wohnte er in der Nähe des legendären Romanischen Cafés und traf dort die Großen des literarischen Berlins. Löbel verfasste populärwissenschaftliche Bücher und Aufsätze, aber auch Feuilletons. Zu seinen publizistischen Werken gehörten populärmedizinische Titel wie Von der Ehe zur Liebe, Danke – gut! Fünfzig neue Kapitel optimistischer Medizin und Medizin oder Dem Manne kann geholfen werden, die in mehrere Sprachen übersetzt wurden. Sein bekanntestes Buch dürfte das 1930 zuerst herausgegebene Knaurs Gesundheits-Lexikon sein. Außerdem verfasste er eine beachtete Biografie über Robert Koch. Joseph Roth schrieb damals in Berlin seinen Radetzkymarsch und setzte in ihm Josef Löbel ein literarisches Denkmal in Gestalt des Badearztes Dr. Skowronnek aus Franzensbad. Seine populärwissenschaftlichen Bücher wurden in viele Sprachen übersetzt. Das erfolgreiche, auch nach dem Zweiten Weltkrieg weiter aufgelegte Knaurs Gesundheits-Lexikon wurde 1940 arisiert (entjudet) und von Herbert Volkmann (unter dem Pseudonym Peter Hiron) ohne Einwilligung und Wissen Löbels gekapert, der auch nach der Verdrängung des jüdischen Autors Walter Guttmann dessen Bestseller Medizinische Terminologie herausgab,. Herbert Volkmann bearbeitete das Buch im nationalsozialistischen Sinn und veröffentlichte es ohne Nennung des wirklichen Verfassers weiter.
Nach dem „Anschluss“ Österreichs an das nationalsozialistische Deutsche Reich flüchtete Löbel mit seiner Frau am 27. April 1938 von Wien nach Prag. Der Sohn Peter studierte seit 1937 in Prag und der Sohn Karl war am 17. März 1937 nach Schottland emigriert. Peter flüchtete 1939 über Polen nach England. Josef Löbel versuchte vergeblich bis 1942 zu emigrieren. Durch den Einmarsch der deutschen Truppen in der restlichen Tschechoslowakei am 15./16. März 1939 waren diese Versuche noch erschwert und dann ergebnislos. Josef Löbel wohnte mit seiner Ehefrau Leontine Löbel, geb. Glücklich, im Mai 1941 in der Prager Londoner Straße 6, die jedoch von den Besatzern in Münchener Straße (Mnichovska) umbenannt wurde. Leontine Löbel wurde am 12. Februar 1942 nach Theresienstadt deportiert. Ihr Mann war wegen einer diagnostizierten Tuberkulose freigestellt worden – er vergiftete sich aber im Mai 1942. Er wurde auf dem Neuen Jüdischen Friedhof in Prag beigesetzt (ohne Grabstein – Nummer 32/11/4). Am Tag seiner Beisetzung (27. Mai 1942) erfolgte auch das Attentat auf Heydrich.

## Werke
- Haben Sie keine Angst! Vierzig Kapitel optimistischer Medizin. Grethlein, Leipzig 1928.
  - Mai paura. 40 spunti di medicina ottimistica. Hoepli, Mailand 1941.
- Von der Ehe bis zur Liebe. Grethlein, Leipzig 1929.
- Knaurs Gesundheits-Lexikon. Ein Handbuch der Medizin, Hygiene, Körperkultur und Schönheitspflege. Hrsg. von Josef Löbel. Knaur, Berlin 1930.
- Danke – gut! 50 neue Kapitel optimistischer Medizin. Grethlein, Leipzig 1930.
- Medizin oder Dem Manne kann geholfen werden. Rowohlt, Berlin 1933.
  - Whither medicine? Sidgwick & Jackson, London 1934.
  - Lægekunsten. Martin, Kopenhagen 1935.
  - Medicinens landvinningar. Läkekonsten och de mänskliga fördomarna. Natur och Kultur, Stockholm 1936.
  - Medicina d’oggi … Cosa può e cosa non può? Hoepli, Mailand 1936.
- Robert Koch. Geschichte eines Glücklichen. Bibliothek zeitgenössischer Werke, Zürich 1935.
- Lebensretter. Detektivromane aus der Geschichte der Medizin. Bibliothek zeitgenössischer Werke, Zürich 1935.
  - Menschenredders. Groote werkes uit de geschiedenis der medische wetenschap. Nederlandsche Keurboekerij, Amsterdam 1935.
- Eugen Steinach: Sex and life. Forty years of biological and medical experiments. The scientific values adapted to the lay reader by Josef Loebel. Viking, New York 1940.